# Canton du Mayet-de-Montagne
Le canton du Mayet-de-Montagne est une ancienne division administrative française située dans le département de l'Allier et la région Auvergne.

## Géographie
Ce canton était organisé autour du Mayet-de-Montagne dans l'arrondissement de Vichy dans le sud-est du département de l'Allier, en Montagne bourbonnaise. Son altitude variait de 330 m (Arronnes) à 1 280 m (Lavoine) pour une altitude moyenne de 600 m.

## Histoire
Le canton est supprimé à la suite du redécoupage des cantons du département de l'Allier depuis fin mars 2015. Ses communes sont rattachées au canton de Lapalisse,.

## Représentation

### Conseillers généraux de 1833 à 2015
| Période | Période | Identité                               | Étiquette         | Qualité |
| ------- | ------- | -------------------------------------- | ----------------- | --- |
| 1833    | 1842    | Alexis Moulin-Debord                   | Gauche            | Procureur du Roi à Cusset Propriétaire au Mayet-de-Montagne Député (1839-1842) Élu en 1842 dans le canton de Varennes-sur-Allier |
| 1842    | 1852    | Félix Brunet de Latour                 |                   | Propriétaire, maire du Mayet-de-Montagne                                                                                         |
| 1852    | 1855    | Pierre Alexandre Tixier de Bois-Robert |                   | Propriétaire à Ferrières-sur-Sichon, conseiller d'arrondissement                                                                 |
| 1855    | 1864    | Louis Antoine Jean Marie Delacour      |                   | Ancien capitaine, maire du Mayet-de-Montagne                                                                                     |
| 1864    | 1874    | Louis Ruet-Lamotte                     |                   | Maire de Saint-Clément |
| 1874    | 1880    | Gaspard Martinet                       | Droite            | Avocat à Cusset Maire de La Chapelle                                                                                             |
| 1880    | 1898    | Georges Jean-Baptiste Drifford         | Républicain       | Ancien Maire - Huissier au Mayet-de-Montagne Ancien juge de paix à Aubervilliers (Seine)                                         |
| 1898    | 1910    | Charles Chabrol                        | Rad.              | Industriel et agriculteur Maire du Mayet-de-Montagne                                                                             |
| 1910    | 1937    | Achille Lebrou                         | Rad.              | Médecin Maire du Mayet-de-Montagne                                                                                               |
| 1937    | 1940    | Jacques Chabrol                        | Rad.              | Médecin au Mayet-de-Montagne Nommé conseiller départemental en 1942                                                              |
|         |         |                                        |                   | |
| 1945    | 1949    | Aimé Pougnet                           | SFIO              | Docteur en médecine au Mayet-de-Montagne                                                                                         |
| 1949    | 1955    | Benoît Basmaison                       | RPF puis RGR      | Exploitant forestier - Maire de La Guillermie                                                                                    |
| 1955    | 1961    | Joseph Monat                           | DVD               | Ingénieur en chef à la SNCF Maire du Mayet-de-Montagne                                                                           |
| 1961    | 1973    | Robert Moussé                          | DVD               | Notaire - Maire de Laprugne |
| 1973    | 1979    | Jules Rousseau                         | DVD puis UDF-Rad. | Maire de Ferrières-sur-Sichon (1947-1989)                                                                                        |
| 1979    | 1985    | Fernand Fayet (1922-2018)              | DVD               | Maire du Mayet-de-Montagne |
| 1985    | 2004    | François Lacoste                       | DVG puis UDF      | Agriculteur Maire de Nizerolles Suppléant du député PS Jean-Michel Belorgey (1988-1993)                                          |
| 2004    | 2015    | François Szypula                       | UDI               | Exploitant agricole maire d'Arronnes Président de la communauté de communes de la Montagne bourbonnaise de 2002 à 2012           |

### Conseillers d'arrondissement (de 1833 à 1940)
- Le canton du Mayet avait deux conseillers d'arrondissement jusqu'en 1895.
- De 1833 à 1926, le canton du Mayet faisait partie de l'arrondissement de Lapalisse.

| Période                                  | Période      | Identité                                                | Étiquette   | Qualité |
| ---------------------------------------- | ------------ | ------------------------------------------------------- | ----------- | --- |
| 1833                                     | 1848         | M. Dessalles                                            |             | Officier de santé à Ferrières-sur-Sichon                                                                    |
| 1833                                     | 1845         | Jean Marie Martin du Gard                               |             | Ancien officier du Génie, propriétaire à Châtel-Montagne                                                    |
| 1845                                     | 1852         | Pierre-Alexandre Tixier de Bois-Robert fils (1810-1880) |             | Propriétaire à Ferrières-sur-Sichon                                                                         |
|                                          |              |                                                         |             | |
| 1880                                     | 1888 (décès) | Claude Chabrol (1826-1888)                              | Républicain | Propriétaire au Mayet-de-Montagne                                                                           |
| 1883                                     |              | Gilbert Chambonnière                                    | Républicain | Propriétaire à Laprugne                                                                                     |
|                                          | av.1888      | Toussaint Cornil (1846-1919)                            |             | Propriétaire au Mayet-de-Montagne                                                                           |
| av.1889                                  | 1913         | Albert Rongères                                         |             | Propriétaire à Ferrières-sur-Sichon                                                                         |
| 1889                                     | 1895         | M. Côte                                                 |             | Propriétaire à Châtel-Montagne                                                                              |
| 1895                                     | 1913         | Joseph Fradin                                           | Radical     | Cultivateur, maire de Saint-Clément                                                                         |
| 1913                                     | 1931         | Joseph Mercier                                          | Radical     | Conseiller municipal du Mayet-de-Montagne                                                                   |
| 1931                                     | 1937         | Nicolas Fradin (1896-1945)                              | SFIO        | Fabricant de chaux à Ferrières-sur-Sichon                                                                   |
| 1937                                     | 1940         | Pierre Basmaison                                        | Radical     | Maire de La Guillermie                                                                                      |
| 1940                                     |              |                                                         |             | Les conseils d'arrondissement ont été suspendus par la loi du 12 octobre 1940 et n'ont jamais été réactivés |
| Les données manquantes sont à compléter. |              |                                                         |             | |

Sources : Archives départementales de l'Allier, rubrique "Presse" - https://archives.allier.fr/archives-en-ligne/presse?arko_default_63e27309704a6--ficheFocus=

## Composition
Le canton du Mayet-de-Montagne regroupait onze communes et comptait 4 534 habitants (recensement de 2012, population municipale).
| Nom                              | Code Insee | Intercommunalité    | Population (dernière pop. légale) |
| -------------------------------- | ---------- | ------------------- | --------------------------------- |
| Le Mayet-de-Montagne (chef-lieu) | 03165      | CA Vichy Communauté | 1 395 (2014)                      |
| Arronnes                         | 03008      | CA Vichy Communauté | 373 (2014)                        |
| La Chabanne                      | 03050      | CA Vichy Communauté | 196 (2014)                        |
| Châtel-Montagne                  | 03066      | CA Vichy Communauté | 366 (2014)                        |
| Ferrières-sur-Sichon             | 03113      | CA Vichy Communauté | 583 (2014)                        |
| La Guillermie                    | 03125      | CA Vichy Communauté | 131 (2014)                        |
| Laprugne                         | 03139      | CA Vichy Communauté | 324 (2014)                        |
| Lavoine                          | 03141      | CA Vichy Communauté | 161 (2014)                        |
| Nizerolles                       | 03201      | CA Vichy Communauté | 354 (2014)                        |
| Saint-Clément                    | 03224      | CA Vichy Communauté | 323 (2014)                        |
| Saint-Nicolas-des-Biefs          | 03248      | CA Vichy Communauté | 177 (2014)                        |

## Démographie
| 1962  | 1968  | 1975  | 1982  | 1990  | 1999  | 2006  | 2011  | 2012  |
| ----- | ----- | ----- | ----- | ----- | ----- | ----- | ----- | ----- |
| 7 854 | 7 181 | 6 307 | 5 190 | 4 799 | 4 586 | 4 546 | 4 635 | 4 534 |